# Šumarija
Šumarija je temeljna organizacijska jedinica za izvođenje svih stručno-tehničkih poslova u gospodarenju šumama. Ona je organizacijski dio Uprave Hrvatskih šuma i djeluje pod njenim nadzorom. Šumarijom upravlja upravitelj, koji je odgovoran za zaposlenike, poslove i imovinu. Hrvatske šume čini 171 Šumarija i 16 Uprava šuma. 
Poslovi u šumariji organizirani su po sustavu revira. U Hrvatskoj je uveden 1991. godine. Prije toga su inženjeri šumarstva uglavnom radili na nekom specijaliziranom području šumarstva poput uzgajanja šuma ili zaštite šuma. Od uvođenja sustava revira, imaju zadaću voditi brigu o povjerenom im reviru, detaljno ga poznavati, znati tehnologiju svih radova, poznavati pravilnike i zakonske propise te savladati rad na računalnim programima bitnima za revirnički posao. Revirniku u radu pomažu šumarski tehničari (lugari), šumski radnici i popratno osoblje (ekonomisti, informatičari, geodeti, mehaničari i dr.)  
Prve Šumarije u Hrvatskoj bile su: Krasno (1765.), Oštarije i Petrova gora.